# Thornavan
Thornavan fou un districte de la regió armènia de Baspracània. La capital fou Thornavan o Tornavan però el lloc més important fou la inexpugnable fortalesa de Nkan o Nekan.
Limitava al nord amb el Mardastan, Artaz i Djuash; a l'est amb el Zaravand; a l'oest amb el Barilovit; i al sud amb l'Alandrot.
Vers el 890 fou feu d'una branca dels Arzerunis representada per Gagik Abu Mervan (després príncep usurpador de Baspracània) que la va rebre en intercanvi del príncep Sargis (al que va donar a canvi el Djauk). Després va estar sempre en els dominis de la branca principal dels prínceps (des de 908 reis) Arzerunis de Baspracània.